# Heteropoda marillana
Heteropoda marillana là một loài nhện trong họ Sparassidae.
Loài này thuộc chi Heteropoda. Heteropoda marillana được Hugh Davies miêu tả năm 1994.